# As Aventuras de Tom Sawyer (animação)
As Aventuras de Tom Sawyer (トム・ソーヤーの冒険, Tomu Sōyā no Bōken) é uma série Anime, realizada por Hiroshi Saitô, ao qual esta foi para o ar (emitida no Japão) em 1980. É baseada no conto popular muito conhecido The Adventures of Tom Sawyer de Mark Twain.
A série foi transmitida no World Masterpiece Theater, uma série de animações da (emissora) Fuji Television, que expôs cada ano uma versão animada de um diferente livro clássico ou história de literatura ocidental, e foi originalmente intitulado "Tom Sawyer no Bōken".
Em Portugal, esta série foi emitida na RTP 1 em 1981.

## Enredo de fitzendburg
Tom Sawyer é um rapaz do campo, muito traquinas, que vive em casa da tia Polly, com o irmão Sid e a prima Mary. É com o seu melhor amigo, Huckleberry Finn, um rapaz pobre e preguiçoso, que Tom partilha as suas maiores aventuras. Os dois perseguem javalis, brincam aos piratas no Rio Mississipi, e estão constantemente a pregar partidas. No meio de tanta agitação, ainda têm tempo para namoros, conhecer o perigoso Joe o Índio, e procurar um tesouro perdido. Baseado no romance de Mark Twain, As Aventuras de Tom Sawyer estão cheias de emoção, amizade e diversão.

## Personagens
- Thomas (Tom) Sawyer: Tom é um rapaz relativamente turbulento e traquinas que não gosta da escola e está sempre a arranjar confusões com o seu amigo, Huck.
- Huckleberry (Huck) Finn: abandonado pelo seu pai alcoólico, Huck é o melhor amigo do Tom. Ele vive sozinho numa cabana, não longe do Mississipi construída com a ajuda de Tom e Jim. Vai-se apaixonar pela atriz Lizette.
- Rebecca (Becky) Thatcher: Becky é a filha do juiz Thatcher que são recém-chegados de St. Louis. Tom é apaixonado por ela, ela tem alguma influência sobre ele.
- Tia Polly: Ela é a tia de Tom que o recolheu a ele e ao seu irmão (Sid), após a morte dos seus pais. Agora cuida deles como fossem seus filhos.
- Sid Sawyer: Sid é o irmão mais novo de Tom. Apesar de serem irmãos estes tem feitios opostos (personalidades opostas). Ao que, Sid é "bem educado" e adora ir à escola ainda que seja muita queixinhas.
- Mary: Mary é filha da Tia Polly, por consequência, ela é prima de Tom e Sid, uma jovem responsável mas algo responsável.
- Jim: Jim é o escravo da Tia Polly.
- Ben Rogers: Amigo de Tom, ele é o filho do merceeiro. Só pensa em comer, e é um bocado ingénuo.
- Jeff Thatcher: Primo de Becky. É um aluno estudioso, inteligente e responsável.
- Joe Harper: Joe é um dos amigos de Tom.
- Emy: Amiga de Tom, Emily é a filha do padeiro. No inicio da série, possui uma amizade colorida com Tom, até que este se apaixona por Becky.
- Lizette: Uma pequena atriz que se vai apaixonar por Huck.
- Senhor Dobbins: O senhor Dobbins é o professor de Tom, embora ele teria preferido ser médico. É bastante rígido, severo e pouco compreensivo. Geralmente dá açoites a Tom por chegar atrasado, ou por adormecer nas aulas.
- Índio Joe: O vilão da história, um assassino que assusta toda a cidade.
- O doutor Mitchel: ele é o médico da família dos Sawyer's, ainda que seja alcoólico.
- Muff Potter: Muff Potter é um alcoólico que seguem o índio Joe nos seus corruptores, ainda que seja de bom coração.
- Peter: O gato da Tia Polly.
- Cezar: O cão da Becky.

## Títulos em outros países
- Espanha: Las aventuras de Tom Sawyer
- França: Les aventures de Tom Sawyer
- Alemanha: Tom Sawyers Abenteuer
- Itália: Tom Story
- Arábia: توم سوير
- Países Baixos: De avonturen van Tom Sawyer
- Polónia: Przygody Tomka Sawyera
- Estados Unidos: The Adventures of Tom Sawyer

## Temas musicais
- Japão: (ao inicio) "Dare yori mo Tooku e", (no fim) "Boku no Mississippi" cantadas por Maron Kusaka.
- Alemanha: Tom Sawyers Abenteuer
- Espanha: (ao inicio) "Tom Sawyer", cantada em 1980 pelo grupo espanhol Santabárbara e em 2006 pelo grupo infantil Regaliz, (no fim) "El barco", "El aventurero", cantadas pelo grupo musical Santabárbara.
- Itália: "Viva Tommy, Tommy, Tommy" cantada por La banda di Tom.
- França: "Les aventures de Tom Sawyer" cantada por Elfie.
- Portugal: (ao inicio) "Tom Sawyer" cantado por Francisco Ceia, (no fim) "O Barco" (instrumental) (melodias da banda sonora espanhola).

### Letra do genérico (tema principal) da versão portuguesa
Vês passar o barco rumando p'ro sul

Brincando na proa, gostavas de estar

Voa lá no alto, por cima de ti

Um grande falcão és o rei és feliz.

E quando tu vês o Mississipi

Tu saltas pela ponte e voas com a mente.

Nuvens de tormenta já estão por aqui

Cobrem todo o céu, por cima de ti

Corre agora corre e te esconderás

Entre aquelas plantas, ou te molharás.

E sonharás que és um pirata

Tu sobre uma fragata

Tu sempre à frente de um bom grupo

De raparigas e rapazes.

Tu andas sempre descalço, Tom Sawyer

Junto ao rio a passear, Tom Sawyer...

Mil amigos deixarás aqui e além

Descobrir o mundo, viver aventuras.

Tu andas sempre descalço, Tom Sawyer

Junto ao rio a passear, Tom Sawyer...

A aventura te dará o que quiseres

Muitas emoções, eternos amores.

Se...

Árvores e flores junto de ti

Esse é o teu mundo, somente p'ra ti

Podes percorrê-lo, sempre é assim

Corre e sê livre e sonha feliz.

E quando tu vês o Mississipi

Tu saltas pela ponte e voas com a mente.

Nuvens de tormenta já estão por aqui

Cobrem todo o céu, por cima de ti

Corre agora corre e te esconderás

Entre aquelas plantas, ou te molharás.

E sonharás que és um pirata

Tu sobre uma fragata

Tu sempre à frente de um bom grupo

De raparigas e rapazes.

Tu andas sempre descalço, Tom Sawyer

Junto ao rio a passear, Tom Sawyer...

Mil amigos deixarás aqui e além

Descobrir o mundo, viver aventuras.

Tu andas sempre descalço, Tom Sawyer

Junto ao rio a passear, Tom Sawyer...

A aventura te dará o que quiseres

Muitas emoções, eternos amores.

Tu andas sempre descalço, Tom Sawyer

Junto ao rio a passear, Tom Sawyer...

Mil amigos deixarás aqui e além

Descobrir o mundo, viver aventuras.

Tu andas sempre descalço, Tom Sawyer

Junto ao rio a passear, Tom Sawyer...

A aventura te dará o que quiseres

Muitas emoções, eternos amores.

Tu andas sempre descalço...

## Episódios
- 1. O meu amigo Huck
- 2. Um castigo divertido
- 3. Amor à primeira vista
- 4. O feitiço
- 5. A Becky não se lembra de mim
- 6. Huck, o arquiteto
- 7. O rival
- 8. A todo o vapor
- 9. A tia Polly está doente
- 10. Joe, o índio
- 11. Em busca do tesouro
- 12. A Becky fica triste
- 13. Eu e os piratas
- 14. Os piratas não vão à escola
- 15. Pobre tia Polly
- 16. O funeral
- 17. De regresso à escola
- 18. Fazer as pazes não é fácil
- 19. Corrida de rãs
- 20. O Senhor Dobbins tem um segredo
- 21. As Férias de Verão
- 22. O Medicamento do Dr. Hellman
- 23. À Pesca do Peixe Gato
- 24. Huck usa Gravata
- 25. Um rapaz obstinado
- 26. Lisette, a pequena atriz
- 27. Antes de a peça começar
- 28. Ajudem a Lisette
- 29. Adeus, Lisette
- 30. O pai do Huck
- 31. Conta outra-vez
- 32. Encontrei ouro
- 33. A caminho da liberdade
- 34. O Homem que veio do céu
- 35. Quero voar no céu
- 36. Vamos arranjar o balão
- 37. Vista do céu
- 38. Um terrível acidente
- 39. O peso da consciência
- 40. O julgamento de Muff Potter
- 41. Onde está o índio Joe
- 42. Uma agradável viagem de barco
- 43. Eu vi um cavalo branco
- 44. Apanhar o Relâmpago
- 45. Adeus, cavalo branco
- 46. Na casa asssombrada
- 47. A gruta McDougal
- 48. A morte do índio Joe
- 49. O triste final

## Dublagem/Dobragem
| Personagem    | Voz japonesa     | Voz portuguesa (1ª dobragem da RTP) | Voz portuguesa (2ª dobragem da psb) |
| ------------- | ---------------- | ----------------------------------- | ----------------------------------- |
| Tom Sawyer    | Masako Nozawa    | - Ermelinda Duarte -                |                                     |
| Huck Finn     | Kazuyo Aoki      | - Irene Cruz -                      |                                     |
| Becky         | Keiko Han        | - Carmen Santos -                   |                                     |
| Jim           | Ikuo Nishikawa   | - António Montez -                  |                                     |
| Benny         | Yoshiko Matsuo   | - não disponível -                  |                                     |
| Billy         | Naoki Tatsuta    | - não disponível -                  |                                     |
| Prima Mary    | Kaoru Ozawa      | - Fernanda Figueiredo -             |                                     |
| Prof. Dobbins | Ichirō Nagai     | - João Lourenço -                   |                                     |
| Tia Polly     | Haru Endo        | - Irene Cruz -                      |                                     |
| Cid           | Sumiko Shirakawa | - Carmen Santos -                   |                                     |